# Santuario della Madonna della Fiamma
Il santuario della Madonna della Fiamma è un edificio di culto di Martinengo, in provincia e diocesi di Bergamo; fa parte del vicariato di Ghisalba-Romano. Il nome viene dall'affresco conservato come pala dell'altare maggiore, recuparto da un incendio.

## Storia
La leggenda racconta che due soldati passando da Martinengo e provenendo da Venezia, avessero perso la strada e si trovavano a vagare per la campagna. Spaventati pregarono la Madonna e questa comparve loro con in braccio il Bambino Gesù, e indicò loro la strada per raggiungere la cittadina. La leggenda ha portato la popolazione al culto della Madonna.
La chiesa fu però edificata per volontà del comune e inizialmente dedicata alla Madonna e a san Pantaleone nel 1512, in forma di piccola cappella. La cappella era probabilmente aperta e permetteva l'ingresso agli animali, per questo nella relazione della visita pastorale di san Carlo Borromeo del 1575, e fu imposto la chiusura con un muro e un ingresso pena la rimozione dell'altare e della cappella stessa. Come cappella chiusa fu visitata dal vescovo Luigi Ruzzini, nella seconda metà del Seicento che la descrisse come cappella presbiteriale, quindi con un altare per le celebrazioni liturgiche, ma prima dell'aula per i fedeli.
I lavori di ampliamenti furono realizzati nel 1699 con una nuova ristrutturazione nel XIX secolo in stile neoclassico come era uso nel periodo.Nel 1850 furono rimossi due archi trasversali, e inserita a tazza ellittica sostenuta da quattro colonne in muratura. La parte fu affrescata successivamente.
Il Novecento vide lavori di consolidamento e mantenimento con la posa del nuovo altare comunitario in legno e metallo sbalzato e argento rivolto verso la comunità dei fedeli rispondente all'adeguamento liturgico delle chiese, secondo le direttive dettate dal concilio Vaticano II.

## Descrizione

### Esterno
L'edificio di culto col la facciata a capanna si trova in prossimità della viabilità urbana. Il fronte principale, molto semplice è delimitato da due lesene che reggono il timpano triangolare dove è inserita la scritta con l'intitolazione alla Madonna. Il portale d'accesso posto centrale alla facciata, con paraste e architrave in pietra sagomata, è affiancato da due finestre rettangolari, con i medesimi contorni e complete di inferriate a protezione. Nella parte superiore vi è un oculo dove è dipinto l'affresco della Madonna della Fiamma, mentre laterali vi sono due nicchie che ospitano le statue di sant'Anna e san Gioacchino.

### Interno
L'interno a unica navata si divide in tre campate da colonne complete di basamento e capitelli che reggono il cornicione e la volta a crociera. La campata centrale, con soffitto a tazza ellittica, ospita la tela di Enea Salmeggia del 1565: San Francesco d'Assisi e l'Ordine dei Terziari Francescani inserita nella cornice in stucco a sinistra della zona presbiteriale, che è stato oggetto di restauro nel 1991 da parte della Provincia di Bergamo. Nel dipinto il santo francescano porge i doni del perdono a una giovane posta nella parte centrale che volge a lui lo sguardo. Ai piedi vi sono i santi e dignitari. Il dipinto non fu commissionato all'artista albinese per il santuario, ma per la chiesa di Santa Maria dell'Incoronata, originariamente posta nel primo altare a sinistra.
La zona del presbiterio è rialzata da un gradino in marmo. L'altare maggiore ospita l'affresco cinquecentesco venerato dalla comunità raffigurante il Gesù Bambino in piedi a fianco della Madonna che porge le mani ai fedeli. Il dipinto proviene da un fabbricato posto in prossimità che era stato distrutto dalle fiamme e recuperato, da questo fortunato recupero, deriva il nome del santuario. Il soffitto con volta a botte ospita gli affreschi raffiguranti: Sposalizio della Vergine, Annunciazione, Sacra Famiglia al lavoro, Morte della Vergine. L'altare maggiore è opera della bottega dei marmisti Manni del 1697.
La chiesa ospita anche la statua della Madonna del Rosario, opera fantoniana del Settecento.